# Regione del San Lorenzo
La regione del San Lorenzo è una vasta pianura canadese, che si sviluppa lungo le rive del fiume San Lorenzo.
È una regione agricola (cereali e frutta, allevamento di bovini) e costituisce la zona più industrializzata del Canada, essendo particolarmente adatta all'insediamento umano.
Vi si trovano la capitale del Canada, Ottawa, e le città più popolose dello Stato, Toronto e Montréal.